# Strategia Națională Anticorupție 2021-2025
Strategia Națională Anticorupție 2021-2025 reprezintă un angajament al Guvernului României de a combate corupția printr-o serie de măsuri și inițiative structurate. Adoptată prin Hotărârea Guvernului nr. 1269/2021, această strategie se aliniază la valorile și principiile Uniunii Europene, având ca scop principal creșterea integrității și transparenței în administrația publică.
Obiectivele strategiei sunt variate și vizează nu doar prevenirea corupției, ci și consolidarea mecanismelor de monitorizare și evaluare a eficienței acțiunilor întreprinse. Printre acestea se numără promovarea transparenței în procesul decizional, educarea cetățenilor cu privire la efectele corupției și implicarea activă a societății civile în lupta împotriva acestei probleme.
Un aspect esențial al strategiei este colaborarea interinstituțională, care își propune să asigure o abordare coordonată în combaterea corupției la toate nivelurile. De asemenea, se preconizează evaluări periodice pentru a monitoriza progresul realizat și pentru a adapta măsurile necesare în funcție de evoluția situației. Această strategie vine ca un răspuns la provocările persistente legate de corupție în România, recunoscând impactul negativ pe care aceasta o are asupra dezvoltării economice și sociale a țării.